# 蔓白前
蔓白前（学名：Cynanchum volubile）是夹竹桃科鹅绒藤属的植物。分布于中国大陆的黑龙江等地，一般生长在湿草甸子等处，目前尚未由人工引种栽培。

## 形态特征
缠绕蔓性藤本；须根丛生；茎具两列毛。叶对生，长圆形或长圆状披针形，长4-9.5厘米，宽2-2.5厘米，顶端渐尖，基部微心形，近无毛或在叶脉上及叶缘具短柔毛；侧脉7-10对；叶柄长约1厘米。伞形状聚伞花序腋生，长达3厘米；总花梗及花梗近无毛；花蕾卵球形，先端渐尖；花萼裂片披针形，长2.3毫米，宽0.5毫米，边缘具微毛，基部内面具极小腺体；花冠白色，直径12-15毫米，裂片披针形，外面无毛，内面具柔毛；副花冠短裂，裂片肉质，卵形，向端部渐狭；花粉块每室1个，下垂，卵球形；柱头略呈2裂。蓇葖披针状，长5厘米，直径1厘米，向端部渐尖，无毛。花期7月，果期7-8月。